# Matrona (Göttin)
Matrona oder Dea Matrona ist der Name einer Flussgöttin, die als Personifizierung des Flusses Marne verstanden wird. Ihre Verehrung wird durch eine Weiheinschrift bezeugt, die 1831 im Quellgebiet des Flusses („La Marnotte“) bei Bellesmes (Département Haute-Marne) in der Nähe von Langres (Andemantunnum in der Gallia Belgica) gefunden wurde:

„Successus / Natalis l(ibertus) / maceriem / caementiciam / circa hoc tem/plum de sua pe/cunia Matro/nae ex voto sus/cepto v(otum) s(olvit) l(ibens) m(erito)“

„Successus, [als Sklave] freigelassen von Natalis, ließ zu eigenen Kosten diese äußere Wand aus Bruchsteinen um diesen Tempel bauen zu Ehren der Matrona, seinem Gelübde entsprechend, das er gerne und verdienstvoll erfüllt hat.“

Der römische Feldherr Gaius Iulius Caesar erwähnte in seinem Bericht De bello Gallico (1. Buch, 1) über den Gallischen Krieg (58 bis 51/50 v. Chr.) Matrona als Namen des Flusses Marne, der zusammen mit dem Unterlauf der Sequana (Seine) die Grenze zwischen dem Kernland Gallien und der römischen Provinz Belgica im Norden bildete. Der Name der Göttin wird mit dem Fluss, vor allem seinem Quellgebiet, in Zusammenhang gesehen.
Der Name Matrona ist keltischen Ursprungs, abgeleitet vom gallischen mātīr (Mutter) und dem altirischen máthair (Mutter) ähnlich, beide gehen auf das indoeuropäische *mātēr (Mutter) zurück. Als „göttliche Mutter“ bildet Matrona die Einzahlform von Matronae. Für diese Muttergottheiten sind über 800 Weiheinschriften erhalten, teils mit dreigestaltigen Reliefs (siehe Matronen).
Im Jahr 1805 waren in La Marnotte bereits die Überreste eines großen gallo-römischen Gebäudes gefunden worden. Einige der zwölf Zimmer waren mit heißen Bädern, Marmorplatten und Freskomalereien ausgestattet. Auch die Initialen des Erbauers (TI. CL. ATT. F.) sowie einige Münzen aus der Zeit der Kaiser Titus (79–81 n. Chr.) und Nero (54–68) wurden gefunden. Der in der Inschrift erwähnte Tempel der Matrona wird als Teil dieses Gebäudes verstanden, das wohl im 1. Jahrhundert errichtet wurde.
Mit Matrona wird auch der Name von Modron in Zusammenhang gebracht, einer Muttergöttin und Sagengestalt aus der keltischen Mythologie von Wales im Westen Großbritanniens.